# U-47700
U-47700（昵称有U4、pink heroin、pinky和pink等）是一种含氮有机氯化合物，化学式C
16H
22Cl
2N
2O，可作为類阿片镇痛药，由Upjohn公司在1970年代开发。